# Marciana di Mauritania
Marciana di Mauritania (Dellys, ... – Cesarea di Mauretania, 303) è stata una vergine e martire cristiana venerata come santa dalla Chiesa cattolica.

## Biografia
Nata a Rusuccuru, oggi Dellys, nella Mauretania (attuale Algeria), Marciana era una cristiana di nobile famiglia la quale decise presto di rinunciare agli onori del suo rango e di abbandonare la sua casa per ritirarsi a vivere presso Cesarea di Mauretania, dove visse a lungo in una caverna in modo tale da poter condurre una vita di penitenza e preservare la sua verginità, che ella aveva consacrato a Cristo.
Arrestata per aver deturpato una statua della dea Diana, dopo vari supplizi fu condannata ad bestias, dilaniata da un leopardo, all'epoca dell'imperatore Diocleziano (circa 303).
Secondo una tradizione non confermata, il suo corpo sarebbe stato traslato a Toledo in Spagna, dove era venerata il 12 luglio. Si ritiene tuttavia che questa narrazione sia opera di fantasia.

## Culto
Il culto verso santa Marciana è antichissimo, già attestato dal Martirologio geronimiano del V secolo, che ne fa memoria l'11 luglio.
Per un errore di lettura dei codici di questo martirologio, la sua ricorrenza è passata al 9 gennaio nei martirologi medievali e nel Martirologio Romano di Cesare Baronio.
La riforma del martirologio romano dopo il Concilio Vaticano II ha ripristinato la corretta commemorazione all'11 luglio, con queste parole:
(Martirologio Romano, ed. italiana 2004, p. 534, nº 4)
Fino al Concilio Vaticano II, il martirologio romano commemorava il 12 luglio anche santa Marciana di Toledo; questa memoria è stata omessa nella revisione di questo martirologio.